# Исперих (община)
Исперих (болг. Община Исперих) — община в Болгарии. Входит в состав Разградской области. Население составляет 35 143 человека (на 21.07.05 г.).
Административный центр общины в городе Исперих. Кмет общины Исперих — Адил Ахмед Решидов (Движение за права и свободы (ДПС)) по результатам выборов 2007 года.

## Состав общины
В состав общины входят следующие населённые пункты:
1. Белинци
2. Бырдоква
3. Вазово
4. Голям-Поровец
5. Делчево
6. Драгомыж
7. Духовец
8. Исперих
9. Йонково
10. Китанчево
11. Конево
12. Кыпиновци
13. Лудогорци
14. Лывино
15. Малко-Йонково
16. Малык-Поровец
17. Печеница
18. Подайва
19. Райнино
20. Свештари
21. Средоселци
22. Старо-Селиште
23. Тодорово
24. Яким-Груево

## Достопримечательности
- Фракийская гробница близ села Свештари, объект «Всемирного наследия ЮНЕСКО».